# Pocsaj

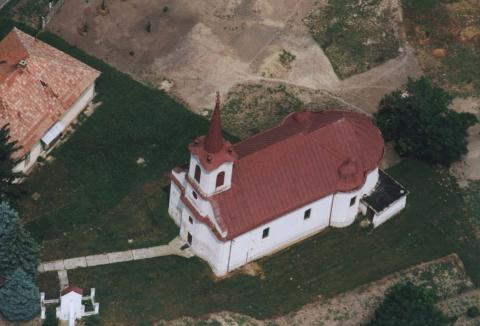
Grekisk-ortodoxa kyrkan.

Pocsaj är en mindre stad i Ungern med 2 521 invånare (2020).